# Belmont Lake
Belmont Lake är en sjö i Kanada.   Den ligger i countyt Peterborough County och provinsen Ontario, i den sydöstra delen av landet, 200 km sydväst om huvudstaden Ottawa. Belmont Lake ligger 186 meter över havet. Arean är 8,9 kvadratkilometer. Den sträcker sig 7,5 kilometer i nord-sydlig riktning, och 2,7 kilometer i öst-västlig riktning.
I omgivningarna runt Belmont Lake växer i huvudsak blandskog. Runt Belmont Lake är det glesbefolkat, med 8 invånare per kvadratkilometer.